# Kalam (doctrină)
Kalam (din arabă عِلْم الكَلام ʿIlm al-Kalām, „știința discursului”) este o doctrină teologică islamică întemeiată în secolele VIII-IX d.Hr. Reprezintă una dintre științele religioase ale musulmanilor, care se ocupă de cercetarea principiilor teologice prin intermediul dialecticii și al argumentării raționale.
Doctrina este un reflex în cultura arabă al discuțiilor neoplatonice și gnostice din lumea grecească referitoare la Logos, interpretat ca „Verbul divin”. De la termenul arab kalam („cuvânt”) derivă și denumirea susținătorilor acestei doctrine, Mutakalimun, „cei care vorbesc” (în latină: loquentes).
Kalamul a fost influențat, în principal, de către școlile teologice (rivale) ale mutaziliților și așariților. La rândul său, a influențat hotărâtor dezvoltarea filozofiei evreiești, fiind energic combătut de către filozoful evreu Moise Maimonide.